# Михайловский сельский совет (Бурынский район)
Михайловский сельский совет (укр. Михайлівська сільська рада) — входит в состав
Бурынского района
Сумской области
Украины.
Административный центр сельского совета находится в 
с. Михайловка
.

## Населённые пункты совета
- с. Михайловка
- с. Бондари
- с. Новая Александровка
- с. Темное